# Herb gminy Lewin Kłodzki
Herb gminy Lewin Kłodzki – symbol gminy Lewin Kłodzki.

## Wygląd i symbolika
Herb przedstawia na tarczy w polu niebieskim cztery srebrne rzędy murów obronnych. Jest to nawiązanie do posiadania dawniej przez Lewin Kłodzki praw miejskich.